# Euproctis turneri
Euproctis turneri är en fjärilsart som beskrevs av Swinhoe 1903. Euproctis turneri ingår i släktet Euproctis och familjen tofsspinnare. Inga underarter finns listade i Catalogue of Life.